# Bundestagswahlkreis Aue – Schwarzenberg – Klingenthal
Der Bundestagswahlkreis Aue – Schwarzenberg – Klingenthal war von 1990 bis 2002 ein Wahlkreis in Sachsen. Er besaß die Nummer 326 und umfasste die Landkreise Aue, Schwarzenberg und Klingenthal. Im Rahmen der Wahlkreisreform von 2002, bei der die Anzahl der Wahlkreise in Sachsen von 21 auf 17 reduziert wurde, wurde das Gebiet des Wahlkreises auf die Wahlkreise Annaberg – Aue-Schwarzenberg und Vogtland – Plauen aufgeteilt.
Das Direktmandat wurde stets von Wolfgang Dehnel (CDU) gewonnen.

## Bundestagswahl 1998
| Kandidaten                     | Kandidaten                   | Parteien/Listen     | Erststimmen | Erststimmen | Zweitstimmen | Zweitstimmen |
| Kandidaten                     | Kandidaten                   | Parteien/Listen     | Stimmen     | %           | Stimmen      | %            |
| ------------------------------ | ---------------------------- | ------------------- | ----------- | ----------- | ------------ | ------------ |
|                                | Wolfgang Dehnelgewählt im WK | CDU                 | 46.195      | 38,0        | 41.898       | 34,3         |
|                                | Iris Follak                  | SPD                 | 39.103      | 32,1        | 34.839       | 28,5         |
|                                | Erich Mehlhorn               | PDS                 | 21.788      | 17,9        | 22.841       | 18,7         |
|                                | Ulrich Wieland               | GRÜNE               | 3.722       | 3,1         | 3.766        | 3,1          |
|                                | Edgar Mehnert                | F.D.P.              | 3.255       | 2,7         | 4.151        | 3,4          |
|                                | −                            | BüSo                | –           | –           | 76           | 0,1          |
|                                | −                            | BFB – Die Offensive | –           | –           | 318          | 0,3          |
|                                | –                            | Chance 2000         | –           | –           | 271          | 0,2          |
|                                | –                            | DVU                 | –           | –           | 3.832        | 3,1          |
|                                | –                            | GRAUE               | –           | –           | 315          | 0,3          |
|                                | Matthias Werner              | REP                 | 3.674       | 3,0         | 2.528        | 2,1          |
|                                | –                            | Pro DM              | –           | –           | 4.264        | 3,5          |
|                                | Rene Singer                  | NPD                 | 2.183       | 1,8         | 1.189        | 1,0          |
|                                | –                            | ödp                 | –           | –           | 124          | 0,1          |
|                                | Bernd Gambert                | PBC                 | 1.707       | 1,4         | 1.656        | 1,4          |
| Gesamt                         | Gesamt                       | Gesamt              | 121.627     | 100         | 122.068      | 100          |
|                                |                              |                     |             |             |              |              |
| Ungültige Stimmen              | Ungültige Stimmen            | Ungültige Stimmen   | 2.749       | 2,2         | 2.308        | 1,9          |
| Wähler                         | Wähler                       | Wähler              | 124.376     | 83,0        | 124.376      | 83,0         |
| Wahlberechtigte                | Wahlberechtigte              | Wahlberechtigte     | 149.838     |             | 149.838      |              |
|                                |                              |                     |             |             |              |              |
| Quellen: Der Bundeswahlleiter, |                              |                     |             |             |              |              |

## Bundestagswahl 1994
| Kandidaten                    | Kandidaten                   | Parteien/Listen   | Erststimmen | Erststimmen | Zweitstimmen | Zweitstimmen |
| Kandidaten                    | Kandidaten                   | Parteien/Listen   | Stimmen     | %           | Stimmen      | %            |
| ----------------------------- | ---------------------------- | ----------------- | ----------- | ----------- | ------------ | ------------ |
|                               | Wolfgang Dehnelgewählt im WK | CDU               | 60.662      | 55,3        | 56.129       | 50,8         |
|                               | –                            | SPD               | 28.913      | 26,3        | 28.374       | 25,7         |
|                               | –                            | PDS               | 16.586      | 15,1        | 15.654       | 14,2         |
|                               | –                            | GRÜNE             | –           | –           | 3.658        | 3,3          |
|                               | –                            | F.D.P.            | 3.571       | 3,3         | 3.589        | 3,2          |
|                               | –                            | GRAUE             | –           | –           | 396          | 0,4          |
|                               | –                            | REP               | –           | –           | 1.777        | 1,6          |
|                               | –                            | MLPD              | –           | –           | 40           | 0,0          |
|                               | –                            | ÖDP               | –           | –           | 150          | 0,1          |
|                               | –                            | PBC               | –           | –           | 796          | 0,7          |
| Gesamt                        | Gesamt                       | Gesamt            | 109.732     | 100         | 110.563      | 100          |
|                               |                              |                   |             |             |              |              |
| Ungültige Stimmen             | Ungültige Stimmen            | Ungültige Stimmen | 1.978       | 1,8         | 1.147        | 1,0          |
| Wähler                        | Wähler                       | Wähler            | 111.710     | 73,3        | 111.710      | 73,3         |
| Wahlberechtigte               | Wahlberechtigte              | Wahlberechtigte   | 152.323     |             | 152.323      |              |
|                               |                              |                   |             |             |              |              |
| Quellen: Der Bundeswahlleiter |                              |                   |             |             |              |              |

## Bundestagswahl 1990
| Kandidaten                  | Kandidaten                   | Parteien/Listen   | Erststimmen | Erststimmen | Zweitstimmen | Zweitstimmen |
| Kandidaten                  | Kandidaten                   | Parteien/Listen   | Stimmen     | %           | Stimmen      | %            |
| --------------------------- | ---------------------------- | ----------------- | ----------- | ----------- | ------------ | ------------ |
|                             | Wolfgang Dehnelgewählt im WK | CDU               | 68.606      | 56,1        | 65.833       | 53,6         |
|                             | Karl-Heinz-Becher            | SPD               | 20.528      | 16,8        | 20.811       | 16,9         |
|                             | Loretta Joppich              | PDS               | 8.737       | 7,1         | 8.460        | 6,9          |
|                             | Joachim Krutz                | DSU               | 4.943       | 4,0         | 3.357        | 2,7          |
|                             | Rolf Schindler               | F.D.P.            | 12.277      | 10,0        | 15.539       | 12,6         |
|                             | Friedrich Faber              | GRÜNE             | 7.134       | 5,8         | 4.761        | 3,9          |
|                             | –                            | BSA               | –           | –           | 29           | 0,0          |
|                             | −                            | LIGA              | –           | –           | 668          | 0,5          |
|                             | −                            | DIE GRAUEN        | –           | –           | 641          | 0,5          |
|                             | −                            | REP               | –           | –           | 2.170        | 1,8          |
|                             | –                            | KPD               | –           | –           | 54           | 0,0          |
|                             | –                            | NPD               | –           | –           | 319          | 0,3          |
|                             | –                            | ÖDP               | –           | –           | 145          | 0,1          |
|                             | –                            | Patrioten         | –           | –           | 10           | 0,0          |
|                             | –                            | SpAD              | –           | –           | 17           | 0,0          |
|                             | –                            | VAA               | –           | –           | 61           | 0,0          |
| Gesamt                      | Gesamt                       | Gesamt            | 122.225     | 100         | 122.925      | 100          |
|                             |                              |                   |             |             |              |              |
| Ungültige Stimmen           | Ungültige Stimmen            | Ungültige Stimmen | 2.930       | 2,3         | 2.230        | 1,8          |
| Wähler                      | Wähler                       | Wähler            | 125.155     | 78,9        | 125.155      | 78,9         |
| Wahlberechtigte             | Wahlberechtigte              | Wahlberechtigte   | 158.531     |             | 158.531      |              |
|                             |                              |                   |             |             |              |              |
| Quellen: Statistik Sachsen, |                              |                   |             |             |              |              |

## Wahlkreissieger
| Wahl | Name            | Partei | Erststimmen |
| ---- | --------------- | ------ | ----------- |
| 1998 | Wolfgang Dehnel | CDU    | 38,0 %      |
| 1994 | Wolfgang Dehnel | CDU    | 55,3 %      |
| 1990 | Wolfgang Dehnel | CDU    | 56,1 %      |